# TCEAL6
TCEAL6 (англ. Transcription elongation factor A protein-like 6) – білок, який кодується однойменним геном, розташованим у людей на довгому плечі X-хромосоми. Довжина поліпептидного ланцюга білка становить 200 амінокислот, а молекулярна маса — 22 298.
| 10         |  | 20         |  | 30         |  | 40         |  | 50         |
| ---------- |  | ---------- |  | ---------- |  | ---------- |  | ---------- |
| MEKPYNKNEG |  | NLENEGKPED |  | EVEPDDEGKS |  | DEEEKPDAEG |  | KTECEGKRKA |
| EGEPGDEGQL |  | EDKGSQEKQG |  | KSEGEGKPQG |  | EGKPASQAKP |  | EGQPRAAEKR |
| PAGDYVPRKA |  | KRKTDRGTDD |  | SPKDSQEDLQ |  | ERHLSSEEMM |  | RECGDVSRAQ |
| EELRKKQKMG |  | GFHWMQRDVQ |  | DPFAPRGQRG |  | VRGVRGGGRG |  | QRGLHDIPYL |
|            |  |            |  |            |  |            |  |            |

A: Аланін

C: Цистеїн

D: Аспарагінова кислота

E: Глутамінова кислота

F: Фенілаланін

G: Гліцин

H: Гістидин

I: Ізолейцин

K: Лізин

L: Лейцин

M: Метіонін

N: Аспарагін

P: Пролін

Q: Глутамін

R: Аргінін

S: Серин

T: Треонін

V: Валін

W: Триптофан

Кодований геном білок за функцією належить до фосфопротеїнів. 
Задіяний у таких біологічних процесах, як транскрипція, регуляція транскрипції, альтернативний сплайсинг. 
Локалізований у ядрі.